# Respekt (Zeitung)
Respekt ist eine in der Tschechischen Republik erscheinende Wochenzeitung mit den Schwerpunkten Politik, Wirtschaft, Wissenschaft und Kultur.
Respekt gilt als liberales Blatt und steht für investigativen Journalismus sowie Hintergrundartikel. So spielte Respekt beispielsweise eine entscheidende Rolle bei der Aufklärung der Luxuswohnung-Affäre des damaligen tschechischen Premierministers Stanislav Gross.
2005 wurde Respekt vom Tschechischen Verlegerverband (tschechisch: Unie vydavatelů) zur Wochenzeitung des Jahres gewählt.
Darüber hinaus ist Respekt bekannt für die künstlerisch anspruchsvoll gestaltete Titelseite.

## Geschichte
Respekt wurde sehr bald nach dem Zusammenbruch des kommunistischen Regimes in der Tschechoslowakei durch Dissidenten als eine der ersten unabhängigen Zeitungen gegründet und hieß zunächst Informační servis Občanského Fóra (Deutsch: Informationsservice des Bürgerforums). Seit 1990 trägt die Zeitung ihren derzeitigen Namen.
Einige Verantwortliche und Mitarbeiter von Respekt machten später politische Karriere, wie zum Beispiel der langjährige tschechische Innenminister Jan Ruml.
Mitte der 1990er Jahre erreichte die Auflage mit über 100.000 verkauften Exemplaren ihren Höhepunkt. 1996 wurde die Wochenzeitung von Karel Schwarzenberg gekauft.
In den folgenden Jahren ging die Auflage jedoch zurück, der Herausgeber R-PRESSE, spol. s r.o. schrieb rote Zahlen.

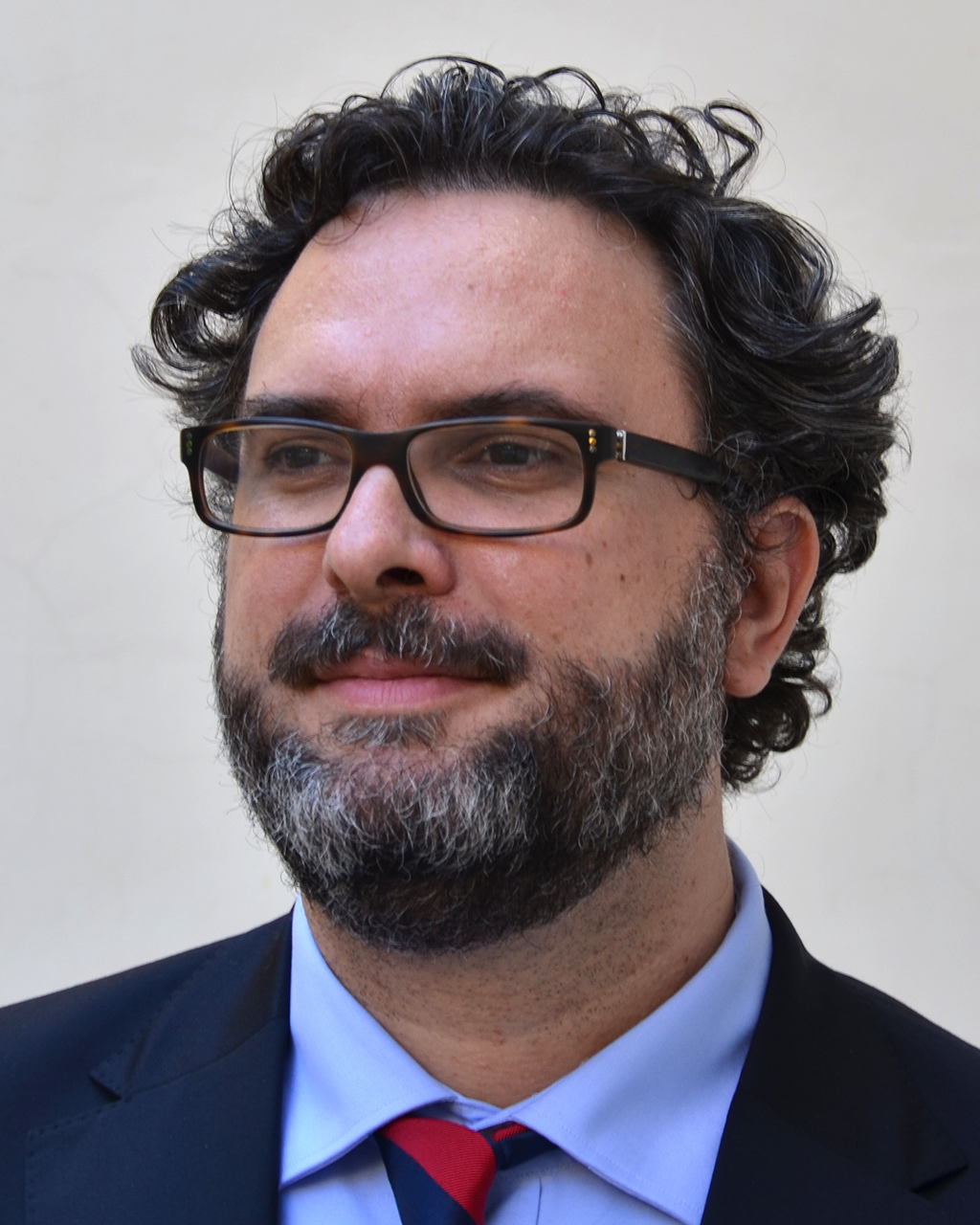
Chefredakteur Erik Tabery (2018)

Im Juni 2006 stieg Zdeněk Bakala als neuer Investor ein und setzte als neuen Direktor Miloš Čermák ein. Unzufrieden mit dieser Entscheidung kündigten im September 2006 nahezu alle Redaktionsmitglieder ihre Verträge. Wenige Wochen später kam es doch noch zu einer Einigung, neuer Chefredakteur wurde Martin M. Šimečka, bisheriger Chefredakteur der slowakischen Tageszeitung SME.
2008 lag die Auflage bei 17.000 verkauften Exemplaren, die Reichweite bei rund 90.000 Lesern (117.000 2008).
Šimečka wurde im Januar 2009 von Erik Tabery abgelöst.